# Спасское Чириково
Спа́сское Чириково — деревня Ивовского сельсовета Липецкого района Липецкой области. Расположена на левом берегу реки Сухой Лубны; почти напротив стоит село Каменная Лубна. Ранее имела наименование деревня Чириково (Знобиловка, Спасское) к селу Спасскому (Чириково) и храму во имя Богоявления Господня (т.н. Полевая церковь) отношения не имеет. Своё новое название деревня получила от располагавшегося рядом большого села Спасское (Чириково). Поселение основано в 19 веке на каменистых "неудобных" землях.
В 2014 году при инициативе местного жителя Бориса Хромова установлена стела, посвящённая односельчанам-участникам Великой Отечественной войны. Стела была установлена на месте амбара, где перед войной и после собиралась молодёжь и пела песни под гармонь.
В 20 км юго-восточнее находится железнодорожная станция Чириково (возле Новодмитриевки).
Западнее Спасского-Чириково расположен один из участков заповедника «Галичья Гора».

## Достопримечательности рядом

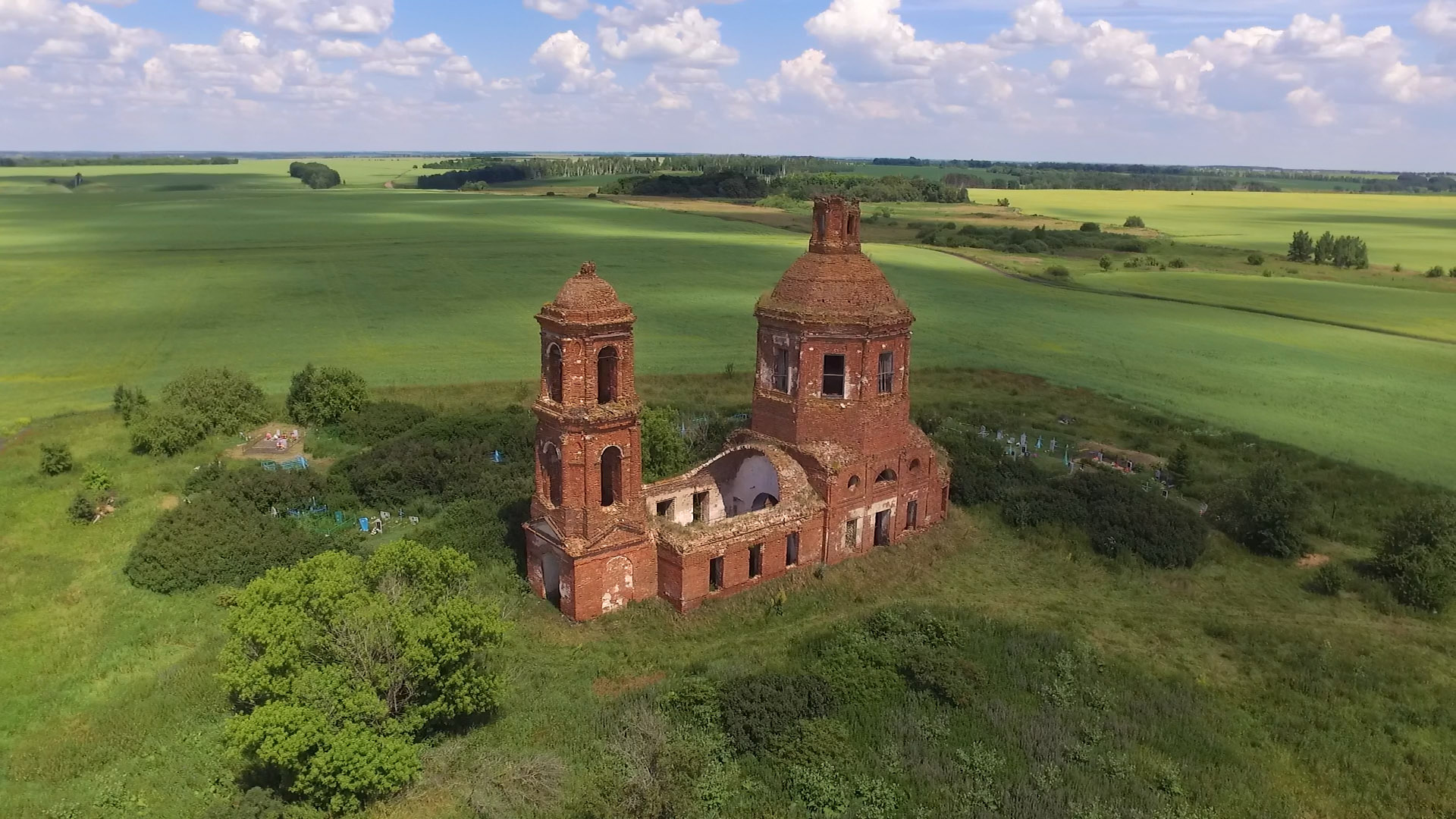
Богоявленская церковь в бывшем с. Спасском (Чириково).

Храм во имя Богоявления Господня (т.н. Полевая церковь) располагался в с. Спасское (Чириково). В  «Списках населённых мест Российской  империи» Воронежская губерния, 1859 г.: «Спасское (Чириково) - село владельческое, при прудах Моховом и Гнилушеском, 35 вёрст от Задонска, 26 дворов, 133 мужчины и 136 женщин, церковь православная». 
В 1796 году в селе имел владения помещик с крестьянами:
- Гвардии Семеновскаго полку капитан порутчика Николая Чирикова - 188.
В 1850 году в селе имел поместье артиллерии штабс-капитан Иван Николаевич Лермонтов, дворовых - 23 душ, крестьян - 274 души (Горчаковы, Ефремовы, Коротковы, Кузмины, Митрохины, Мысковы, Орловы, Панфиловы, Поляковы, Пчелинцевы, Семиковы, Сергиевы, Трусовы, Филипповы, Чутевы, Шелавины).
Село Спа́сское (Чириково) со Спасской церковью известно по документам с 1710 года. Первое своё название село получило от наименования первого храма – во имя Спаса Нерукотворного. Храм был деревянный. В нём был придел в честь св. Николая Чудотворца. Священником был о. Иоанн Иванов. Видимо, за ветхостью, этот храм заменил другой, причём и освящён он был уже во имя Богоявления Господня. Случилось это в 1805 году «тщанием помещика, коллежского советника Чирикова Николая Александровича», умершего в 1830-х годах. Отсюда ясно и второе название села – по имени его владельца. В настоящее время от храма бывшего села Спасского (Чириково) остались только руины и стоит он поодаль от деревень. Церковь за это прозвали «Полевой». Храм имел 2 придела: справа — во имя архидиакона Стефана, а левый — в честь св. Николая Чудотворца. По данным 1900 г. штат Богоявленской церкви состоял из священника и псаломщика. Священником был Богатырёв Иоанн Исидоровитч, псаломщиком — Данилевский Михаил Васильевич. Особенность архитектуры состоит в том, что храмовая часть отстроена выше колокольни. У основания барабана храмовой части сохранились фрески — евангелисты Лука, Иоанн, Матфей и Марк. Над входом в алтарную часть, там где располагался раньше иконостас на одной из 8 сторон барабана изображена фреска "Коронование Пресвятой Богородицы". Остальные 7 сторон занимают окна. По стенам храмовой части также частично сохранились фрески - на северной стороне изображен Св. Василий Великий, на южной стене - Св. Григорий Дамаскин, Св. Иаков, брат Божий. Также на северной и западной стенах сохранились фрески, но находятся в очень плачевном состоянии, и кто на них изображён - разобрать очень трудно. Крыша трапезной обрушилась, но со стороны неё над входом в храмовую часть также сохранились очертания фрески неизвестного святого. На одной из стен изображены библейские персонажи, но не святые, а именно — Фарисей и Мытарь. При церкви осталось кладбище.
После смерти Н.А. Чирикова имение было разделено. И одна часть его была наследована дочерью – Чириковой Марией Николаевной, вышедшей в 1837 году замуж за поручика 17-й артиллерийской бригады Лермонтова Ивана Николаевича, служившего в то время в Москве. Он являлся шестиюродным братом поэта Михаила Юрьевича Лермонтова. 26 октября 1838 года у Ивана Николаевича рождается дочь Мария. Живут они в тот момент в Москве у Красных ворот в доме, где родился и жил М. Ю. Лермонтов. 6 ноября 1838 года, Мария принимает крещение в том же храме Трёх Святителей, где крестили и Михаила Лермонтова. 2 января 1840 года Иван Николаевич в чине капитана уходит в отставку, и вместе с семьёй поселяется в Спасском (Чириково). Здесь он служит мировым посредником в Задонском Уезде, в 1853 году он становится предводителем Задонского уездного дворянства, где он служит на протяжении почти 6 лет, а затем в 1861 году Иван Николаевич вновь занимает должность мирового посредника, на которой прослужит около 12 лет. Уволился Иван Николаевич в 1873 году по болезни. Дата и место смерти неизвестно. В браке с Марией Николаевной у И.Н. Лермонтова было четверо детей – уже упоминавшаяся Мария, Алексей, Надежда и Варвара. Именно Алексей наследует имение. Алексей Иванович Лермонтов закончил юридический факультет Московского университета, и в 1885 году избирается почётным мировым судьёй Задонского уезда. У него было трое детей - Надежда, Евгения и Мария. До 1917 года он будет жить в своём имении. 
В 1917 году  в связи с известными событиями того времени имение Алексея Ивановича Лермонтова и имение его сестры – Надежды Славотинской (Лермонтовой) – располагавшееся в том  же с. Спасское (Чириково), было разгромлено и сожжено крестьянами.Мария Алексеевна, которой в то время было 9 лет, вспоминала, как разъярённая толпа вдребезги разбивала зеркала в их доме, которыми была отделана одна из стен «залы», как тащили из дома всё, что можно было унести, а что не получалось – тут же ломалось, разбивалось, крушилось. Однако нашлись люди, которые спрятали семью, а ночью на телеге отправили в Липецк, где у Алексея Ивановича жили родственники его жены – Варвары Аполлоновны Волконской. По дороге ночью их обоз был обстрелян, была ранена в грудь дочь Евгения. Однако она выжила, но долго болела. Сам Алексей Иванович умер в том же году и был погребён у стен Евдокиевской церкви Липецка. Старшая дочь – Надежда – в 1914 году вышла замуж за Сергея Николаевича Кохлевского – земского начальника училищ Липецкого уезда, помещика с. Большая Кузьминка. Дочери Евгения и Мария сначала будут жить у тётки Марии Аполлоновны Жуковой, затем снимать квартиру на ул. Церковной, сейчас это сквер у Петровского пруда. Евгения поздно выйдет замуж, у неё родится дочь. Но вскоре Евгения умрёт, видимо, повлияет ранение. Мария выйдет замуж за служащего телеграфной конторы Сошнина Митрофана Алексеевича, у неё родится дочь Нина в 1931 году. А у той, в 1953 году родится единственная дочь Людмила, которая и остаётся единственным потомком рода Лермонтовых, правда не по прямой линии.
От села Спасское (Чириково) осталась лишь одна Богоявленская церковь. Крестьяне расселились по мелким окрестным деревушкам – Марьино, Моховое, Спасская и другим.  В 2 километрах на восток от храма во имя Богоявления Господня, на другой стороне оврага, сохранилось каре из лиственных деревьев, пруд и развалины усадьбы помещика Славотинского (по рассказам старожилов барин был "шибко мелок",но слыл отчаянным игроком, картёжником, пьяницей и бабником). Из "входа" в имение отличный вид на церковь. Имение Чириковых (Лермонтовых) располагалось на ближней стороне оврага в сторону церкви (урочище Ворошиловский). Остатки усадьбы можно найти рядом со вторым прудом ближе к оврагу, но она практически сровнялась с землёй. К 1 км к северу от церкви располагаются остатки небольшого имения 19 века (урочище Ленинский), в центре каре из деревьев был небольшой искусственный  пруд, питаемый из родника. В 30-е годы здесь был небольшой дом отдыха.

## Население
| 1859 | 2010 | 2012 |
| ---- | ---- | ---- |
| 269  | ↘3   | →3   |

## Русская православная церковь
Богоявленская церковь. Полуразрушена